# XYZ 엔터테인먼트의 음반
이 부분의 본문은 XYZ 엔터테인먼트에서 발매한 음반 목록이다.

## 2010년대
- 2016년 10월 3일 마스타 우 - [Digital Single] 야마하[1]
- 2017년 1월 26일 마스타 우 - [Digital Single] SHIT
- 2017년 5월 22일 돕덕 - [Digital Single] Conor
- 2018년 8월 11일 돕덕 - STARCHILD
- 2019년 9월 18일 돕덕 - [Digital Single] Run To U
- 2019년 10월 4일 돕덕 - 사인히어 Episode 2[2]
- 2019년 11월 10일 돕덕 - 사인히어 Special[3]

## 2020년 ~ 2022년
- 2020년 2월 28일 돕덕 - [Digital Single] 바람
- 2020년 ?월 ?일 마스타 우 - 미정